# Saint-Algis
Saint-Algis är en kommun i departementet Aisne i regionen Hauts-de-France i norra Frankrike. Kommunen ligger  i kantonen Vervins som ligger i arrondissementet Vervins. År 2022 hade Saint-Algis 148 invånare.

## Befolkningsutveckling
Antalet invånare i kommunen Saint-Algis
Referens: INSEE